# Евълин Евълин
„Евълин Евълин“ (Evelyn Evelyn) е дует, състоящ се от Аманда Полмър (член също на „Дрезден Долс“) и Джейсън Уебли. Стилът на групата се определя като дарк кабаре и барок поп.

## История
На 13 септември 2007 година излиза дебютният им миниалбум, наречен Elephant Elephant. В него има три песни, а в бонус компактдиска има шест песни. На миниалбума също е записана кавър версия на Love Will Tear Us Apart, песен на британската група „Джой Дивижън“. Elephant Elephant излиза в ограничен тираж: от него са издадени само 1111 бройки.
На 30 март 2010 година излиза първият пълен албум на групата, озаглавен Evelyn Evelyn. В една от песните, My Space, участие имат „Тейгън Енд Сера“, Френсис Бийн Кобейн (дъщеря на Кърт Кобейн и Кортни Лав) и др.

## Дискография
- Elephant Elephant (миниалбум, 2007)
  - Elephant Elephant – 1:43
  - Have You Seen My Sister Evelyn? – 2:15
  - Love Will Tear Us Apart – 2:52 (кавър на „Джой Дивижън“)

- Бонус компактдиск към Elephant Elephant
  - Elephant Elephant – 1:43
  - Evelyn Evelyn Theme – 3:35
  - Sandy's Theme – 5:14
  - Medley – 4:46
  - Eleven Elephant Elephants – 13:32
  - Goodnight Evelyn – 11:11

- Evelyn Evelyn (албум, 2010)
  - Evelyn Evelyn 4:36
  - A Campaign of Shock and Awe – 2:39
  - The Tragic Events of September Part I – 4:33
  - Have You Seen My Sister Evelyn? – 2:13
  - Chicken Man – 3:08
  - Tragic Events Part II – 11:11
  - Sandy Fishnets – 7:04
  - Elephant Elephant – 2:26
  - You Only Want Me 'Cause You Want My Sister – 2:49
  - Tragic Events Part III – 4:15
  - My Space – 5:22
  - Love Will Tear Us Apart – 2:50 (кавър на „Джой Дивижън“)